# Nenad Gračan
Nenad Gračan (Fiume, 1º gennaio 1962) è un allenatore di calcio ed ex calciatore jugoslavo, dal 1991 croato, di ruolo centrocampista, commissario tecnico della nazionale femminile croata.

## Carriera

### Giocatore

#### Club
Durante la sua carriera giocò per Rijeka, Hajduk Spalato e Real Oviedo.

#### Nazionale
Il suo debutto con la nazionale jugoslava risale al 31 marzo 1984 nella partita amichevole contro l'Ungheria giocatasi a Subotica. La sua ultima partita con la nazionale risale al 19 maggio 1986 contro il Belgio a Bruxelles. Vanta inoltre la partecipazione ai Giochi olimpici di Los Angeles 1984 nei quali vinse una medaglia di bronzo.
Indossò la maglia della nazionale per un totale di dieci partite andando a rete in due occasioni.

### Allenatore
Il 17 novembre 2021 viene annunciato come nuovo commissario tecnico della nazionale femminile croata.

## Statistiche

### Cronologia presenze e reti in nazionale
| Cronologia completa delle presenze e delle reti in nazionale ― Jugoslavia | Cronologia completa delle presenze e delle reti in nazionale ― Jugoslavia | Cronologia completa delle presenze e delle reti in nazionale ― Jugoslavia | Cronologia completa delle presenze e delle reti in nazionale ― Jugoslavia | Cronologia completa delle presenze e delle reti in nazionale ― Jugoslavia | Cronologia completa delle presenze e delle reti in nazionale ― Jugoslavia | Cronologia completa delle presenze e delle reti in nazionale ― Jugoslavia | Cronologia completa delle presenze e delle reti in nazionale ― Jugoslavia |
| Data                                                                      | Città                                                                     | In casa                                                                   | Risultato                                                                 | Ospiti                                                                    | Competizione                                                              | Reti                                                                      | Note                                                                      |
| ------------------------------------------------------------------------- | ------------------------------------------------------------------------- | ------------------------------------------------------------------------- | ------------------------------------------------------------------------- | ------------------------------------------------------------------------- | ------------------------------------------------------------------------- | ------------------------------------------------------------------------- | ------------------------------------------------------------------------- |
| 31-3-1984                                                                 | Subotica                                                                  | Jugoslavia                                                                | 2 – 1                                                                     | Ungheria                                                                  | Amichevole                                                                | -                                                                         |                                                                           |
| 12-9-1984                                                                 | Belgrado                                                                  | Scozia                                                                    | 6 – 1                                                                     | Jugoslavia                                                                | Amichevole                                                                | -                                                                         | 46’                                                                       |
| 29-9-1984                                                                 | Belgrado                                                                  | Jugoslavia                                                                | 0 – 0                                                                     | Bulgaria                                                                  | Qual. Mondiali 1986                                                       | -                                                                         | 37’                                                                       |
| 20-1-1985                                                                 | Kochi                                                                     | Jugoslavia                                                                | 3 – 1                                                                     | Iran                                                                      | Amichevole                                                                | -                                                                         | 80’                                                                       |
| 29-1-1985                                                                 | Kochi                                                                     | Jugoslavia                                                                | 1 – 1                                                                     | Cina                                                                      | Amichevole                                                                | -                                                                         | 65’                                                                       |
| 28-9-1985                                                                 | Belgrado                                                                  | Jugoslavia                                                                | 1 – 2                                                                     | Germania Ovest                                                            | Qual. Mondiali 1986                                                       | -                                                                         |                                                                           |
| 16-10-1985                                                                | Linz                                                                      | Austria                                                                   | 0 – 3                                                                     | Jugoslavia                                                                | Amichevole                                                                | -                                                                         | 83’                                                                       |
| 30-4-1986                                                                 | Recife                                                                    | Brasile                                                                   | 4 – 2                                                                     | Jugoslavia                                                                | Amichevole                                                                | 1                                                                         |                                                                           |
| 11-5-1986                                                                 | Bochum                                                                    | Germania Ovest                                                            | 1 – 1                                                                     | Jugoslavia                                                                | Amichevole                                                                | -                                                                         |                                                                           |
| 19-5-1986                                                                 | Bruxelles                                                                 | Belgio                                                                    | 1 – 3                                                                     | Jugoslavia                                                                | Amichevole                                                                | 1                                                                         | 65’                                                                       |
| Totale                                                                    |                                                                           | Presenze                                                                  | 10                                                                        |                                                                           | Reti                                                                      | 2                                                                         |                                                                           |

## Palmarès

### Giocatore

#### Nazionale
- Bronzo olimpico: 1

Los Angeles 1984